# Alfred Gomis
Amigo Alfred Benjamin Junior Gomis (Ziguinchor, 5 settembre 1993) è un calciatore senegalese con cittadinanza italiana, portiere del Palermo. Con la nazionale senegalese si è laureato campione d'Africa nel 2022.

## Biografia
Nato a Ziguinchor, in Senegal, è cresciuto a Cuneo ed ha tre fratelli, anch'essi portieri, Lys, il più grande, Maurice Gomis e David Gomis, il più piccolo.

## Carriera

### Club

#### Gli inizi al Torino e il prestito al Crotone
Cresciuto nel vivaio del Torino, il 3 luglio 2013 si trasferisce in prestito al Crotone, in Serie B. Il 14 settembre fa il suo debutto assoluto contro lo Spezia, partita terminata con il risultato di 1-0 per i calabresi. Nonostante la giovane età e la mancanza di esperienza tra i professionisti, viene utilizzato come titolare. Nell'arco della stagione infatti colleziona 39 presenze nella stagione regolare più 1 nei play-off, oltre ad 1 presenza in Coppa Italia.
Dopo il buon campionato disputato con il Crotone, nella stagione seguente il Torino decide di cederlo nuovamente in prestito, ma solo dopo averlo tenuto a disposizione per i preliminari di Europa League disputati contro gli svedesi del Brommapojkarna. Viene infatti convocato come secondo portiere, alle spalle di Padelli, per l'incontro d'andata disputato il 31 luglio 2014 a Stoccolma.

#### Avellino
L'11 agosto 2014 è ceduto con la formula del prestito con diritto di opzione e contro-opzione all'Avellino, squadra militante in Serie B. L'esordio ufficiale con la compagine irpina avviene il 17 agosto 2014, in occasione del secondo turno di Coppa Italia che vede contrapporsi al Partenio i biancoverdi e il Venezia, partita terminata con il risultato di 2-0 per l'Avellino. L'esordio in campionato avviene il 30 agosto, in occasione della prima giornata di campionato contro la Pro Vercelli, gara terminata 1 a 0 per i biancoverdi. Il 28 ottobre 2014, si rende protagonista parando un rigore a Rodrigo Taddei nei minuti finali del match contro il Perugia, gara che terminerà 0 a 0.
Gioca 31 partite di campionato piazzandosi 1º nella Top 15 dei portieri di Serie B secondo una classifica stilata dalla Lega Serie B.

#### Cesena
Il 30 luglio 2015 viene ceduto con la formula del prestito con diritto di riscatto e controriscatto al Cesena, squadra militante nel campionato di Serie B. Gioca la sua prima partita con i bianconeri, il 12 settembre 2015 in casa della Virtus Entella, match vinto per 2-1 dai liguri. Disputa un'ottima stagione, giocando ben 39 partite.

#### Ritorno al Torino e prestiti a Bologna e Salernitana
Rientrato al Torino nell'estate del 2016, la società e l'allenatore Mihajlovic puntano su di lui per sostituire Daniele Padelli nelle vesti di primo portiere; alcune incertezze nel precampionato e l'arrivo di Joe Hart in prestito dal Manchester City inducono tuttavia i granata a far maturare al ragazzo ulteriore esperienza prima di farlo rientrare definitivamente alla base. Il 31 agosto 2016 Gomis viene pertanto ceduto in prestito secco fino al 30 giugno 2017 al Bologna, che necessita di un portiere a causa dei problemi di salute che affliggono il titolare Antonio Mirante.
Disputa la sua prima partita in Coppa Italia contro il Verona il 1º dicembre 2016, ma in campionato - sino al rientro di Mirante - l'allenatore Roberto Donadoni gli preferisce il più esperto compagno da Costa e Gomis termina la sua esperienza in rossoblù senza mai essere schierato in Serie A.
Il 18 gennaio 2017, risolto il vincolo che lo legava alla formazione felsinea, Gomis viene girato in prestito dal Torino alla Salernitana, facendo così ritorno in Serie B e ritrovando una maglia da titolare.

#### SPAL
L'8 luglio passa alla SPAL a titolo temporaneo con obbligo di riscatto. Esordisce dal primo minuto nella prima giornata di campionato, in trasferta all'Olimpico contro la Lazio (la partita termina 0-0) e - complici i problemi fisici del compagno Meret. colleziona 26 presenze in Serie A a difesa della porta estense.
Il 20 giugno 2018 la SPAL comunica alla Lega di aver esercitato il diritto di riscatto sul calciatore. Nonostante l'acquisizione in prestito di Vanja Milinković-Savić dal Torino, Gomis inizia il campionato 2018-2019 da titolare, per poi perdere il posto nella seconda parte di stagione in favore di Emiliano Viviano.

#### Digione
Nell'agosto del 2019 passa ai francesi del Digione per una cifra intorno al milione di euro come rinforzo in porta dei Bourguignon.

#### Rennes
Il 29 settembre 2020, Gomis viene ceduto a titolo definitivo al Rennes, in Ligue 1. Il 20 ottobre seguente, esordisce per il club bretone nella prima partita nella storia del team francese in UEFA Champions League contro il Krasnodar al Roazhon Park di Rennes, la partita termina sul risultato di 1-1, nonostante ciò disputa una buona partita risultando tra i migliori della squadra di casa. Il 28 ottobre dello stesso anno gioca a Siviglia una grande partita essendo il migliore in campo perdendo comunque 1-0 su gol di Luuk de Jong. Il 4 novembre gioca a Londra contro il Chelsea una discreta partita uscendone sconfitti per 3-0.
Dopo avere trovato spazio nei primi 2 anni, al terzo viene messo fuori rosa, finendo pure col giocare nella seconda squadra del club.

#### Prestiti a Como e Lorient
Il 27 gennaio 2023, Gomis passa in prestito al Como, in Serie B, fino alla fine della stagione: qui ritrova Moreno Longo, suo allenatore ai tempi del Torino. L’indomani esordisce con la squadra lombarda, nella vittoria esterna per 1-0 in casa del Brescia.
Il 1º settembre 2023, passa in prestito al Lorient, in Ligue 1.

#### Palermo
Il 6 luglio 2024, Gomis viene ingaggiato a titolo definitivo dal Palermo, in Serie B, con cui firma un contratto biennale. Esordisce in rosanero l'11 agosto in occasione dei trentaduesimi di Coppa Italia contro il Parma (partita vinta 1-0), dove para un rigore a Dennis Man. Esordisce in Serie B cinque giorni dopo in casa del Brescia, venendo sostituito per infortunio al minuto 37 da Sebastiano Desplanches.
Durante la partita amichevole del 9 agosto 2025 contro il Manchester City ha rimediato una frattura al radio del braccio destro a seguito di una parata.

### Nazionali
In possesso della doppia cittadinanza, Alfred ha inizialmente dichiarato di preferire gli azzurri. È stato perciò convocato da Luigi Di Biagio per uno stage di 2 giorni con l'under 20 italiana e da Massimo Piscedda per un'amichevole della B Italia a Tula in Russia contro pari età e categoria russi. Nell'occasione Gomis è stato schierato titolare. È stato in seguito convocato da Piscedda per un altro stage e la partita contro l'under 21 giocata al Partenio di Avellino. Partito titolare anche in questa occasione, resta in campo 68 minuti senza subire gol.
Nel settembre 2017 riceve la sua prima convocazione con la nazionale maggiore del Senegal per il match di qualificazione ai mondiali 2018 contro Capo Verde del 7 ottobre 2017. Esordisce, da titolare, tra i pali della selezione africana il 14 novembre 2017, contro il Sudafrica, partita valida per le qualificazioni al Mondiale di Russia 2018, partita ininfluente ai termini della qualificazione già conquistata matematicamente nella giornata precedente. Viene quindi incluso nella lista dei 23 calciatori senegalesi per il Campionato del Mondo. Successivamente partecipa anche alla Coppa d'Africa del 2019 (conclusa con un secondo posto) ed a quella del 2021.

## Statistiche

### Presenze e reti nei club
Statistiche aggiornate al 16 agosto 2024.
| Stagione             | Squadra              | Campionato           | Campionato | Campionato | Coppe nazionali | Coppe nazionali | Coppe nazionali | Coppe continentali | Coppe continentali | Coppe continentali | Altre coppe | Altre coppe | Altre coppe | Totale | Totale |
| Stagione             | Squadra              | Comp                 | Pres       | Reti       | Comp            | Pres            | Reti            | Comp               | Pres               | Reti               | Comp        | Pres        | Reti        | Pres   | Reti   |
| -------------------- | -------------------- | -------------------- | ---------- | ---------- | --------------- | --------------- | --------------- | ------------------ | ------------------ | ------------------ | ----------- | ----------- | ----------- | ------ | ------ |
| 2013-2014            | Crotone              | B                    | 39+1       | -44 + -3   | CI              | 1               | -1              | -                  | -                  | -                  | -           | -           | -           | 41     | -48    |
| 2014-2015            | Avellino             | B                    | 31+0       | -27+0      | CI              | 2               | -1              | -                  | -                  | -                  | -           | -           | -           | 33     | -28    |
| 2015-2016            | Cesena               | B                    | 38+1       | -32 + -2   | CI              | 0               | 0               | -                  | -                  | -                  | -           | -           | -           | 39     | -34    |
| 2016-gen. 2017       | Bologna              | A                    | 0          | 0          | CI              | 1               | 0               | -                  | -                  | -                  | -           | -           | -           | 1      | 0      |
| gen.-giu. 2017       | Salernitana          | B                    | 21         | -17        | CI              | -               | -               | -                  | -                  | -                  | -           | -           | -           | 21     | -17    |
| 2017-2018            | SPAL                 | A                    | 26         | -43        | CI              | 2               | -2              | -                  | -                  | -                  | -           | -           | -           | 28     | -45    |
| 2018-2019            | SPAL                 | A                    | 20         | -27        | CI              | 1               | 0               | -                  | -                  | -                  | -           | -           | -           | 21     | -27    |
| Totale SPAL          | Totale SPAL          | Totale SPAL          | 46         | -70        |                 | 3               | -2              |                    | -                  | -                  |             | -           | -           | 49     | -72    |
| 2019-2020            | Digione              | L1                   | 19         | -20        | CF+CdL          | 2 + 0           | -1 + 0          | -                  | -                  | -                  | -           | -           | -           | 21     | -21    |
| ago.-set. 2020       | Digione              | L1                   | 5          | -10        | CF              | 0               | 0               | -                  | -                  | -                  | -           | -           | -           | 5      | -10    |
| Totale Digione       | Totale Digione       | Totale Digione       | 24         | -30        |                 | 2 + 0           | -1 + -0         |                    | -                  | -                  |             | -           | -           | 26     | -31    |
| set. 2020-2021       | Rennes               | L1                   | 22         | -25        | CF              | 1               | -2              | UCL                | 4                  | -7                 | -           | -           | -           | 27     | -34    |
| 2021-2022            | Rennes               | L1                   | 25         | -25        | CF              | 1               | -0              | UECL               | 2 + 4              | -7 + -1            | -           | -           | -           | 32     | -33    |
| 2022-gen. 2023       | Rennes               | L1                   | 0          | 0          | CF              | 0               | 0               | UEL                | 0                  | 0                  | -           | -           | -           | 0      | 0      |
| Totale Stade Rennais | Totale Stade Rennais | Totale Stade Rennais | 47         | -50        |                 | 2               | -2              |                    | 10                 | -15                |             | -           | -           | 59     | -67    |
| 2022-gen. 2023       | Rennes 2             | N3                   | 1          | 0          | -               | -               | -               | -                  | -                  | -                  | -           | -           | -           | 1      | 0      |
| gen.-giu. 2023       | Como                 | B                    | 17         | -17        | CI              | 0               | 0               | -                  | -                  | -                  | -           | -           | -           | 17     | -17    |
| 2023-2024            | Lorient              | L1                   | 0          | 0          | CF              | 1               | -2              | -                  | -                  | -                  | -           | -           | -           | 1      | -2     |
| 2024-2025            | Palermo              | B                    | 1          | 0          | CI              | 1               | 0               | -                  | -                  | -                  | -           | -           | -           | 2      | 0      |
| Totale carriera      | Totale carriera      | Totale carriera      | 267        | -292       |                 | 13              | -9              |                    | 10                 | -15                |             | -           | -           | 290    | -316   |

### Cronologia presenze e reti in nazionale
| Cronologia completa delle presenze e delle reti in nazionale ― Senegal | Cronologia completa delle presenze e delle reti in nazionale ― Senegal | Cronologia completa delle presenze e delle reti in nazionale ― Senegal | Cronologia completa delle presenze e delle reti in nazionale ― Senegal | Cronologia completa delle presenze e delle reti in nazionale ― Senegal | Cronologia completa delle presenze e delle reti in nazionale ― Senegal | Cronologia completa delle presenze e delle reti in nazionale ― Senegal | Cronologia completa delle presenze e delle reti in nazionale ― Senegal |
| Data                                                                   | Città                                                                  | In casa                                                                | Risultato                                                              | Ospiti                                                                 | Competizione                                                           | Reti                                                                   | Note                                                                   |
| ---------------------------------------------------------------------- | ---------------------------------------------------------------------- | ---------------------------------------------------------------------- | ---------------------------------------------------------------------- | ---------------------------------------------------------------------- | ---------------------------------------------------------------------- | ---------------------------------------------------------------------- | ---------------------------------------------------------------------- |
| 14-11-2017                                                             | Dakar                                                                  | Senegal                                                                | 2 – 1                                                                  | Sudafrica                                                              | Qual. Mondiali 2018                                                    | -1                                                                     |                                                                        |
| 9-9-2018                                                               | Antananarivo                                                           | Madagascar                                                             | 2 – 2                                                                  | Senegal                                                                | Qual. Coppa d'Africa 2019                                              | -2                                                                     |                                                                        |
| 13-10-2018                                                             | Dakar                                                                  | Senegal                                                                | 3 – 0                                                                  | Sudan                                                                  | Qual. Coppa d'Africa 2019                                              | -                                                                      |                                                                        |
| 16-10-2018                                                             | Khartoum                                                               | Sudan                                                                  | 0 – 1                                                                  | Senegal                                                                | Qual. Coppa d'Africa 2019                                              | -                                                                      |                                                                        |
| 26-3-2019                                                              | Dakar                                                                  | Senegal                                                                | 2 – 1                                                                  | Mali                                                                   | Amichevole                                                             | -1                                                                     |                                                                        |
| 5-7-2019                                                               | Il Cairo                                                               | Uganda                                                                 | 0 – 1                                                                  | Senegal                                                                | Coppa d'Africa 2019 - Ottavi di finale                                 | -                                                                      |                                                                        |
| 10-7-2019                                                              | Il Cairo                                                               | Senegal                                                                | 1 – 0                                                                  | Benin                                                                  | Coppa d'Africa 2019 - Quarti di finale                                 | -                                                                      |                                                                        |
| 14-7-2019                                                              | Il Cairo                                                               | Senegal                                                                | 1 – 0 dts                                                              | Tunisia                                                                | Coppa d'Africa 2019 - Semifinale                                       | -                                                                      |                                                                        |
| 19-7-2019                                                              | Il Cairo                                                               | Senegal                                                                | 0 – 1                                                                  | Algeria                                                                | Coppa d'Africa 2019 - Finale                                           | -1                                                                     |                                                                        |
| 10-10-2019                                                             | Singapore                                                              | Brasile                                                                | 1 – 1                                                                  | Senegal                                                                | Amichevole                                                             | -1                                                                     |                                                                        |
| 5-6-2021                                                               | Dakar                                                                  | Senegal                                                                | 3 – 1                                                                  | Zambia                                                                 | Amichevole                                                             | -1                                                                     |                                                                        |
| 14-11-2021                                                             | Thiès                                                                  | Senegal                                                                | 2 – 0                                                                  | Rep. del Congo                                                         | Qual. Mondiali 2022                                                    | -                                                                      |                                                                        |
| 24-9-2022                                                              | Orléans                                                                | Bolivia                                                                | 0 – 2                                                                  | Senegal                                                                | Amichevole                                                             | -                                                                      |                                                                        |
| 24-3-2023                                                              | Diamniadio                                                             | Senegal                                                                | 5 – 1                                                                  | Mozambico                                                              | Qual. Coppa d'Africa 2023                                              | -1                                                                     |                                                                        |
| 28-3-2023                                                              | Maputo                                                                 | Mozambico                                                              | 0 – 1                                                                  | Senegal                                                                | Qual. Coppa d'Africa 2023                                              | -                                                                      |                                                                        |
| Totale                                                                 |                                                                        | Presenze                                                               | 15                                                                     |                                                                        | Reti                                                                   | -8                                                                     |                                                                        |

## Palmarès

### Nazionale
- Coppa d'Africa: 1

Camerun 2021